# Saski Baskonia 1999-2000
Questa voce raccoglie le informazioni riguardanti il Saski Baskonia nelle competizioni ufficiali della stagione 1999-2000.

## Stagione
La stagione 1999-2000 del Saski Baskonia è la 27ª nel massimo campionato spagnolo di pallacanestro, la Liga ACB.
All'inizio della nuova stagione la Federazione decise di modificare il regolamento riguardo al numero di giocatori extracomunitari consentiti per ogni squadra che così passò a solo due.
A gennaio Andrés Nocioni ottiene il passaporto italiano, diventando così comunitario per la Liga ACB.

## Roster
Aggiornato al 10 novembre 2021.
| TAU Cerámica 1999-00 | TAU Cerámica 1999-00 |
| Giocatori            | Staff tecnico        |
| -------------------- | -------------------- |

| N. | Naz.                                       | Ruolo | Nome                 | Anno | Alt.   | Peso   |  |
| -- | ------------------------------------------ | ----- | -------------------- | ---- | ------ | ------ |  |
| 4  | Spagna (bandiera)                          | AP    | Lisard González      | 1971 | 199 cm |        |  |
| 4  | Stati Uniti (bandiera) · Italia (bandiera) | P     | Chris Corchiani      | 1968 | 185 cm | 88 kg  |  |
| 5  | Spagna (bandiera)                          | AG    | Jorge Garbajosa      | 1977 | 206 cm | 107 kg |  |
| 6  | Stati Uniti (bandiera)                     | P     | Elmer Bennett        | 1970 | 183 cm | 77 kg  |  |
| 7  | Francia (bandiera)                         | AP    | Laurent Foirest      | 1973 | 197 cm | 95 kg  |  |
| 8  | Spagna (bandiera)                          | GA    | Roger Esteller       | 1972 | 191 cm | 96 kg  |  |
| 9  | Argentina (bandiera) · Italia (bandiera)   | AP    | Andrés Nocioni       | 1979 | 203 cm | 102 kg |  |
| 10 | Argentina (bandiera) · Italia (bandiera)   | G     | Juan Espil (C)       | 1968 | 194 cm | 90 kg  |  |
| 11 | Spagna (bandiera)                          | P     | Ricardo Úriz         | 1980 | 188 cm | 80 kg  |  |
| 11 | Regno Unito (bandiera) · Spagna (bandiera) | AC    | Carlos Uzal          | 1971 | 200 cm |        |  |
| 12 | Spagna (bandiera)                          | C     | Juan Antonio Morales | 1968 | 211 cm | 111 kg |  |
| 13 | Stati Uniti (bandiera)                     | C     | Sherron Mills        | 1971 | 203 cm | 100 kg |  |
| 14 | Stati Uniti (bandiera) · Spagna (bandiera) | AG    | Voise Winters        | 1962 | 202 cm | 91 kg  |  |
| 14 | Argentina (bandiera) · Italia (bandiera)   | C     | Fabricio Oberto      | 1975 | 208 cm | 111 kg |  |
| 15 | Spagna (bandiera)                          | P     | Javier Rodríguez     | 1979 | 188 cm |        |  |

| Allenatore                                                                  |
| - Salva Maldonado (fino al 27 novembre) - Julio Lamas (dal 27 novembre)     |
| Assistente/i                                                                |
| - José Ángel Samaniego Legenda - (C) Capitano - (IN) Inattivo - Infortunato |

## Mercato

### Sessione estiva
| Acquisti | Acquisti             | Acquisti        | Acquisti      | Acquisti |
| R.a      | Nome                 | da              | Modalità      |          |
| -------- | -------------------- | --------------- | ------------- | -------- |
| AP       | Andrés Nocioni       | Independiente   | definitivo    |          |
| C        | Sherron Mills        | Manresa         | definitivo    |          |
| AP       | Laurent Foirest      | Pau-Lacq-Orthez | definitivo    |          |
| GA       | Roger Esteller       | Barcellona      | definitivo    |          |
| C        | Juan Antonio Morales | PAOK Salonicco  | definitivo    |          |
| P        | Javier Rodríguez     | Gijón           | definitivo    |          |
| AP       | Lisard González      | Manresa         | definitivo    |          |
| P        | José Calderón        | Alava           | fine prestito |          |

| Cessioni | Cessioni        | Cessioni         | Cessioni         | Cessioni |
| R.       | Nome            | a                | Modalità         |          |
| -------- | --------------- | ---------------- | ---------------- | -------- |
| GA       | Miroslav Berić  | Scaligera        | fine contratto   |          |
| C        | Stefano Rusconi | Olimpia Milano   | rescissione      |          |
| AG       | Anthony Bonner  | Free agent       | fine contratto   |          |
| P        | Jordi Millera   | Manresa          | fine contratto   |          |
| C        | J.D. Sanders    | Norrk. Dolphins  | fine contratto   |          |
| AP       | Lucio Angulo    | Real Madrid      | fine contratto   |          |
| AC       | Luca Usberti    |                  | fine contratto   |          |
| AG       | José Luis Ortún | Patronato Bilbao | fine contratto   |          |
| P        | José Calderón   | Alicante         | prestito         |          |
| AC       | Luis Scola      | Saski Baskonia   | rinnovo prestito |          |

### Dopo l'inizio della stagione
| Acquisti | Acquisti        | Acquisti      | Acquisti      | Acquisti   |
| R.       | Nome            | da            | Data          | Modalità   |
| -------- | --------------- | ------------- | ------------- | ---------- |
| C        | Fabricio Oberto | Olympiakos    | dicembre 1999 | definitivo |
| AC       | Carlos Uzal     | Coruña        | dicembre 1999 | definitivo |
| P        | Chris Corchiani | Basket Rimini | aprile 2000   | definitivo |

| Cessioni | Cessioni        | Cessioni   | Cessioni      | Cessioni       |
| R.       | Nome            | a          | Data          | Modalità       |
| -------- | --------------- | ---------- | ------------- | -------------- |
| AG       | Voise Winters   | Free agent | novembre 1999 | fine contratto |
| AP       | Lisard González | Free agent | dicembre 1999 | rescissione    |
| AC       | Carlos Uzal     | Free agent | aprile 2000   | rescissione    |